# Свінк (Колорадо)
Свінк (англ. Swink) — місто (англ. town) в США, в окрузі Отеро штату Колорадо. Населення — 604 особи (2020).

## Географія
Свінк розташований за координатами 38°0′51″ пн. ш. 103°37′41″ зх. д. / 38.01417° пн. ш. 103.62806° зх. д. (38.014148, -103.628163).  За даними Бюро перепису населення США в 2010 році місто мало площу 0,68 км², уся площа — суходіл.

### Клімат
Місто знаходиться у зоні, котра характеризується кліматом тропічних степів. Найтепліший місяць — липень із середньою температурою 26.2 °C (79.1 °F). Найхолодніший місяць — січень, із середньою температурою 0.6 °С (33 °F).
| Клімат Свінка           | Клімат Свінка | Клімат Свінка | Клімат Свінка | Клімат Свінка | Клімат Свінка | Клімат Свінка | Клімат Свінка | Клімат Свінка | Клімат Свінка | Клімат Свінка | Клімат Свінка | Клімат Свінка | Клімат Свінка |
| Показник                | Січ.          | Лют.          | Бер.          | Квіт.         | Трав.         | Черв.         | Лип.          | Серп.         | Вер.          | Жовт.         | Лист.         | Груд.         | Рік           |
| Абсолютний максимум, °C | 26,1          | 26,7          | 31,7          | 35            | 41,7          | 42,8          | 41,7          | 42,2          | 40,6          | 35            | 30            | 26,1          | 42,8          |
| Середній максимум, °C   | 9,1           | 10,9          | 15,6          | 20,4          | 25,9          | 31,7          | 34,9          | 33,4          | 29,1          | 22,2          | 14,4          | 9             | 21,4          |
| Середня температура, °C | 0,6           | 2,3           | 7,1           | 11,7          | 17,4          | 23            | 26,2          | 25            | 20,2          | 12,7          | 5,7           | 0,6           | 12,7          |
| Середній мінімум, °C    | −8            | −6,2          | −1,6          | 3             | 8,9           | 14,4          | 17,4          | 16,6          | 11,2          | 3,2           | −3            | −7,8          | 4             |
| Абсолютний мінімум, °C  | −26,7         | −28,9         | −21,7         | −11,1         | −6,7          | 3,3           | 8,9           | 6,7           | −3,9          | −13,3         | −18,3         | −28,9         | −28,9         |
| Норма опадів, мм        | 11            | 12            | 31            | 41            | 49            | 44            | 62            | 49            | 24            | 30            | 16            | 15            | 384           |
| Днів з опадами          | 3             | 2             | 5             | 6             | 7             | 7             | 7             | 8             | 5             | 4             | 3             | 3             | 60            |
| ----------------------- | ------------- | ------------- | ------------- | ------------- | ------------- | ------------- | ------------- | ------------- | ------------- | ------------- | ------------- | ------------- | ------------- |
| Джерело: Weatherbase    |               |               |               |               |               |               |               |               |               |               |               |               |               |

## Демографія
Згідно з переписом 2010 року, у місті мешкало 617 осіб у 248 домогосподарствах у складі 178 родин. Густота населення становила 901 особа/км².  Було 286 помешкань (418/км²).
Расовий склад населення:
| - 78,8 % — білих - 0,8 % — корінних американців - 0,5 % — чорних або афроамериканців - 0,3 % — азіатів - 16,0 % — осіб інших рас |

До двох чи більше рас належало 3,6 %. Частка іспаномовних становила 27,7 % від усіх жителів.
За віковим діапазоном населення розподілялося таким чином: 26,4 % — особи молодші 18 років, 58,9 % — особи у віці 18—64 років, 14,7 % — особи у віці 65 років та старші. Медіана віку мешканця становила 39,2 року. На 100 осіб жіночої статі у місті припадало 92,8 чоловіків;  на 100 жінок у віці від 18 років та старших — 90,0 чоловіків також старших 18 років.
Середній дохід на одне домашнє господарство  становив 52 846 доларів США (медіана — 36 932), а середній дохід на одну сім'ю — 63 081 долар (медіана — 47 857). За межею бідності перебувало 12,3 % осіб, у тому числі 19,7 % дітей у віці до 18 років та 2,4 % осіб у віці 65 років та старших.
Цивільне працевлаштоване населення становило 281 осіб. Основні галузі зайнятості: освіта, охорона здоров'я та соціальна допомога — 26,7 %, публічна адміністрація — 18,5 %, мистецтво, розваги та відпочинок — 14,9 %.